# ایلس (نارینو)
ایلس (انگلیسی: Iles, Nariño) نام شهری در کشور کلمبیا است.